# Municipio de Liberty (condado de Guernsey)
El municipio de Liberty (en inglés: Liberty Township) es un municipio ubicado en el condado de Guernsey en el estado estadounidense de Ohio. En el año 2010 tenía una población de 946 habitantes y una densidad poblacional de 14,46 personas por km².

## Geografía
El municipio de Liberty se encuentra ubicado en las coordenadas 40°7′42″N 81°33′57″O / 40.12833, -81.56583. Según la Oficina del Censo de los Estados Unidos, el municipio tiene una superficie total de 65.43 km², de la cual 62,21 km² corresponden a tierra firme y (4,91 %) 3,21 km² es agua.

## Demografía
Según el censo de 2010, había 946 personas residiendo en el municipio de Liberty. La densidad de población era de 14,46 hab./km². De los 946 habitantes, el municipio de Liberty estaba compuesto por el 97,99 % blancos, el 0,21 % eran afroamericanos, el 0,42 % eran amerindios, el 0,11 % eran asiáticos, el 0,11 % eran de otras razas y el 1,16 % eran de una mezcla de razas. Del total de la población el 0,85 % eran hispanos o latinos de cualquier raza.